# Малый Лабыш
Малый Лабыш — посёлок в Таштагольском районе Кемеровской области. Входит в состав Кызыл-Шорского сельского поселения.

## География
Центральная часть населённого пункта расположена на высоте 522 метров над уровнем моря.

## Население
По данным Всероссийской переписи населения 2010 года, в посёлке Малый Лабыш проживает 11 человек (8 мужчин, 3 женщины).